# Struggle (Bunny Wailer)
Struggle è il terzo album di Bunny Wailer, pubblicato dalla Solomonic Records nel 1978. Il disco fu registrato all'Harry J's di Kingston, Jamaica nel 1978.

## Tracce
Testi e musiche di Bunny Wailer
Lato A
1. The Old Dragon – 6:34
2. Bright Soul – 4:14
3. Got to Move – 5:03

Lato B
1. Power Strugglers – 3:37
2. Let the Children Dance – 4:31
3. Free Jah Children – 5:26
4. Struggle – 6:24

## Musicisti
- Bunny Wailer - voce, percussioni (talking drums, repeater drum)
- Earl Chinna Smith - chitarra
- Rad Bryan - chitarra
- Ernest Ranglin - chitarra
- Keith Sterling - tastiere
- Bobby Kalphat - tastiere
- Gladstone Anderson - tastiere
- Earl Wire Lindo - tastiere
- Dean Fraser - strumenti a fiato
- Nambo Robinson - strumenti a fiato
- Tommy McCook - strumenti a fiato
- Bobby Ellis - strumenti a fiato
- Headley Benett - strumenti a fiato
- Robbie Shakespeare - basso
- Errol Carter - basso
- Leroy Horsemouth Wallace - batteria
- Eric Clarke - batteria
- Uziah Sticky Thompson - percussioni